# Coppa dei Balcani 1948 (nazionali)
La Coppa dei Balcani 1948 (1948 Balkan Cup), edizione conosciuta anche col nome di Coppa dei Balcani e dell'Europa Centrale (1948 Balkan and Central European Championship), fu la decima edizione della Coppa dei Balcani, competizione calcistica per nazioni. La competizione si svolse in forma itinerante dal 4 aprile al 7 novembre 1948 e vide la partecipazione di sette squadre: Albania, Bulgaria, Cecoslovacchia, Jugoslavia, Polonia, Romania e Ungheria.
La competizione non fu mai portata a termine ma fu abbandonata nel novembre del 1948 dopo aver giocato regolarmente 16 partite. In quel momento si trovava in testa alla classifica l'Ungheria e mancanvano due partite della Jugoslavia (contro Romania e Ungheria) e tre dell'Albania (contro Bulgaria, Cecoslovacchia e Polonia); oltre a queste partite mancanti, nel tabellone della coppa figura giocata due volte la partita Ungheria-Romania.

## Formula
- Qualificazioni

Nessuna fase di qualificazione. Le squadre sono qualificate direttamente alla fase finale.
- Fase finale

Girone unico - 7 squadre, giocano partite di sola andata. La vincente si laurea campione dei Balcani.

## Squadre partecipanti
| Pr. | Squadra        | Data di qualificazione certa | Partecipante in quanto | Partecipazioni precedenti al torneo                                | Ultima presenza |
| --- | -------------- | ---------------------------- | ---------------------- | ------------------------------------------------------------------ | --------------- |
| 1   | Albania        | -                            | Qualificata di diritto | 2 (1946, 1947)                                                     | 1947            |
| 2   | Bulgaria       | -                            | Qualificata di diritto | 9 (1929-1931, 1931, 1932, 1933, 1934-1935, 1935, 1936, 1946, 1947) | 1947            |
| 3   | Cecoslovacchia | -                            | Qualificata di diritto | -                                                                  | Esordiente      |
| 4   | Jugoslavia     | -                            | Qualificata di diritto | 8 (1929-1931, 1931, 1932, 1933, 1934-1935, 1935, 1946, 1947)       | 1947            |
| 5   | Polonia        | -                            | Qualificata di diritto | -                                                                  | Esordiente      |
| 6   | Romania        | -                            | Qualificata di diritto | 8 (1929-1931, 1932, 1933, 1934-1935, 1935, 1936, 1946, 1947)       | 1947            |
| 7   | Ungheria       | -                            | Qualificata di diritto | 1 (1947)                                                           | 1947            |

Nella sezione "partecipazioni precedenti al torneo", le date in grassetto indicano che la nazione ha vinto quella edizione del torneo, mentre le date in corsivo indicano la nazione ospitante.

## Fase finale

### Girone unico

#### Classifica parziale
| Pos | Squadra        | P.ti | G | V | N | P | GF | GS | DR  |
| --- | -------------- | ---- | - | - | - | - | -- | -- | --- |
| 1   | Ungheria       | 9    | 6 | 4 | 1 | 1 | 22 | 5  | +17 |
| 2   | Jugoslavia     | 5    | 3 | 2 | 1 | 0 | 4  | 1  | +3  |
| 3   | Bulgaria       | 5    | 5 | 2 | 1 | 2 | 6  | 7  | -1  |
| 4   | Romania        | 5    | 6 | 2 | 1 | 3 | 6  | 18 | -12 |
| 5   | Albania        | 4    | 3 | 1 | 2 | 0 | 1  | 0  | +1  |
| 6   | Polonia        | 4    | 5 | 1 | 2 | 2 | 6  | 9  | -3  |
| 7   | Cecoslovacchia | 0    | 4 | 0 | 0 | 4 | 3  | 8  | -5  |

#### Risultati parziali
| Arbitro: | Podubsky |

|             |           |            |
| Stankov 18’ | Marcatori | 23’ Parpan |

| Arbitro: | Latyšev |

|                                    |           |              |
| Cieślik 7’ Gracz 15’ Spodzieja 83’ | Marcatori | 58’ Kokštejn |

| Arbitro: | Stoyanov |

|  |           |             |
|  | Marcatori | 63’ Mirashi |

| Tirana 23 maggio 1948 | Albania | 0 – 0 | Ungheria | Stadio Qemal Stafa (20.000 spett.)\| Arbitro: \| Lemešić \| |
| Arbitro:              | Lemešić |       |          |                                                             |

| Arbitro: | Matančić |

|                     |           |              |
| Egresi 16’ Deák 73’ | Marcatori | 81’ Schubert |

| Arbitro: | Mlinarić |

|                                                                        |           |  |
| Mészáros 30’, 46’ Egresi 43’, 61’, 72’ Puskás 58’, 82’ Kocsis 67’, 85’ | Marcatori |  |

| Arbitro: | György |

|                                       |           |                          |
| Farkaș 21’, 71’ (rig.) Dumitrescu 78’ | Marcatori | 14’ Argirov 21’ Tsvetkov |

| Belgrado 27 giugno 1948 | Jugoslavia | 0 – 0 | Albania | Stadio BSK (25.000 spett.)\| Arbitro: \| Gelev \| |
| Arbitro:                | Gelev      |       |         |                                                   |

| Arbitro: | Iliescu |

|             |           |                                   |
| Argirov 32’ | Marcatori | 41’ Wölfl 54’ Mitić 72’ Čajkovski |

| Arbitro: | Schneider |

|                                |           |             |
| Iordache 22’ Bartha 90’ (rig.) | Marcatori | 77’ Menclík |

| Arbitro: | Nemčovský |

|  |           |           |
|  | Marcatori | 24’ Mitić |

| Arbitro: | Iliescu |

|           |           |  |
| Milev 37’ | Marcatori |  |

| Arbitro: | Vlček |

|                       |           |                                                            |
| Kohut 37’ Cieślik 68’ | Marcatori | 20’ Bozsik 25’, 81’ Hidegkuti 29’ Szusza 69’ Deák 72’ Tóth |

| Chorzów 10 ottobre 1948 | Polonia | 0 – 0 | Romania | Stadio municipale (50.000 spett.)\| Arbitro: \| Vlček \| |
| Arbitro:                | Vlček   |       |         |                                                          |

| Arbitro: | Vlček |

|                  |           |                                    |
| Petschovschi 77’ | Marcatori | 44’, 64’, 83’ Puskás 49’, 68’ Deák |

| Arbitro: | Iliescu |

|             |           |  |
| Milanov 15’ | Marcatori |  |

## Statistiche

### Classifica marcatori parziale
5 reti
- Ferenc Puskás

4 reti
- Ferenc Deák
- Béla Egresi

2 reti
- Petar Argirov
- Rajko Mitić
- Gerard Cieślik
- Iuliu Farkaș
- Nándor Hidegkuti
- Sándor Kocsis
- József Mészáros

1 rete
- Pal Mirashi
- Dimităr Milanov
- Krum Milev
- Trendafil Stankov
- Borislav Tsvetkov
- Václav Kokštejn
- Oldřich Menclík
- Július Schubert
- Željko Čajkovski
- Franjo Wölfl
- Mieczysław Gracz

- Józef Kohut
- Tadeusz Parpan
- Henryk Spodzieja
- Carol Bartha
- Nicolae Dumitrescu
- Eugen Iordache
- Iosif Petschovschi
- József Bozsik
- Ferenc Szusza
- Mátyás Tóth